# Folbert van Alten-Allen
Folbert van Alten-Allen (nebo také Folpert van Ouden Allen, Folpert van Ouwen Allen či Philibert van Ouden Allen) (1635 Utrecht – 28. prosince 1715 Vídeň) byl nizozemský malíř a rytec vedut.

## Život
O jeho dětství a mládí nemáme žádné informace. Jeho první podepsaná malba De Korte Nieuwstraat te Utrecht vznikla v roce 1655. K roku 1677 se nacházel ve Vídni. V této době byl císařským dvorním malířem Leopolda I. Jeho roční plat se od roku 1678 pohyboval ve výši 200 zlatých, od roku 1682 to bylo 800 zlatých. Od roku 1680 namaloval pro císaře řadu panoramatických obrazů měst z ptačího pohledu. Většina z jeho děl však nepřežila do moderní doby.

## Dílo
- Štýrský Hradec (1683)
- Praha, jako mědiryt zveřejnil Cornelius Decker (1686)
- Vídeň, jako mědiryt na šesti deskách publikoval Joseph Mulder spolu s vytištěnou legendou Johanna van Ghelena (1686)
- Bratislava (1690)
- Brno (1691)
- Olomouc (1692)
- Rijeka (1697)
- Gorizia (1698)
- Lublaň (1701)
- Klagenfurt am Wörthersee (1703)

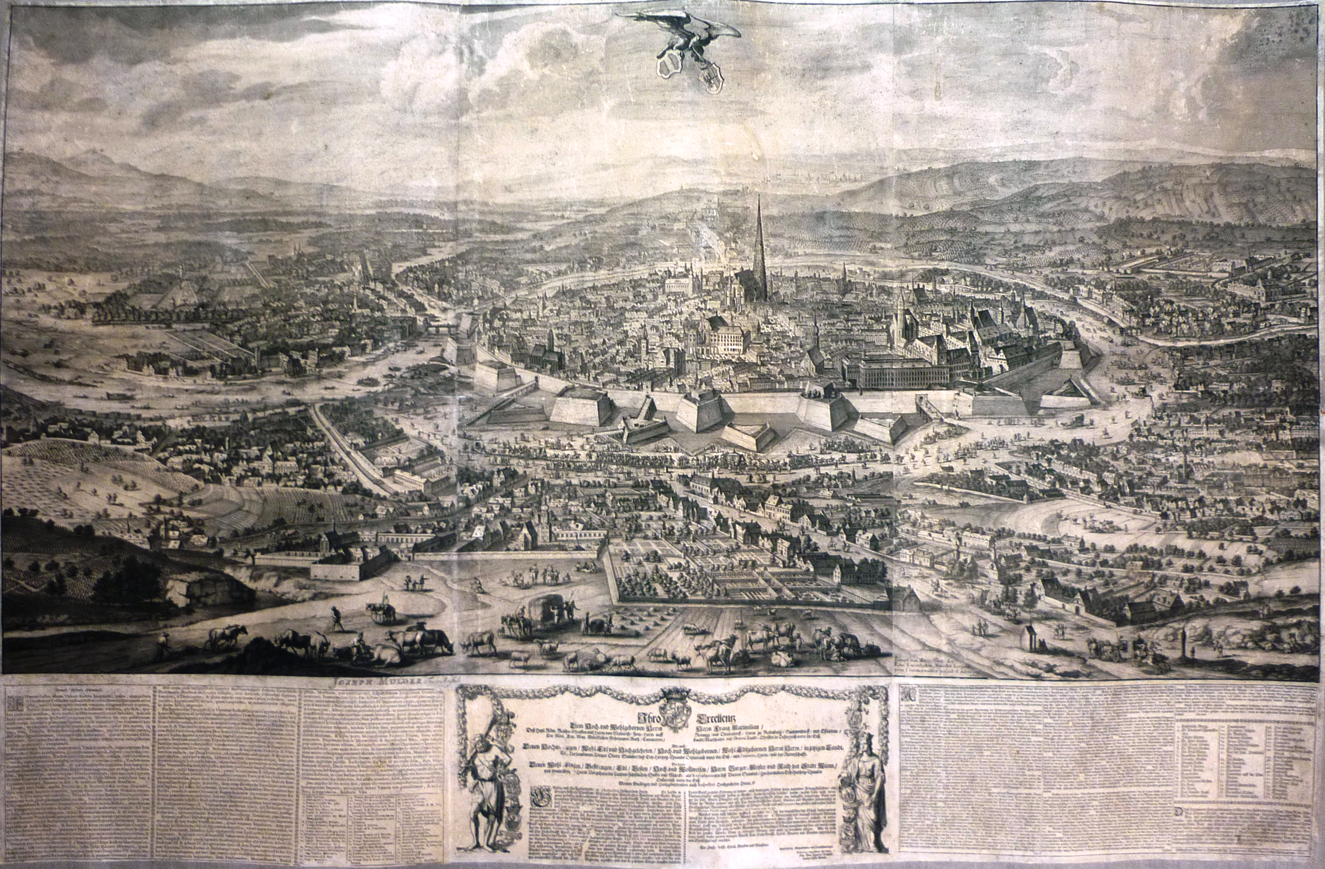
Vídeň roku 1683
Pohled na Prahu 1686